# Giuseppe Pavone (generale)
Giuseppe Pavone (Potenza, 27 ottobre 1876 – Padova, 29 novembre 1944) è stato un generale italiano, veterano della guerra italo-turca e della prima guerra mondiale, che durante il corso della guerra d'Etiopia fu comandante della 29ª Divisione fanteria "Peloritana" operante in Somalia. Insignito di due Medaglie d'argento e tre di bronzo al valor militare.

## Biografia
Nacque a Potenza il 27 ottobre 1876. All'età di diciotto a si arruolò volontario nel Regio Esercito, assegnato all'arma di fanteria. Sottotenente nel 1896, divenne tenente nel 1900, e capitano nel 1911. Con lo scoppio della guerra italo-turca partì per la Libia, e al comando di una compagnia del 35º Reggimento fanteria "Pistoia" prese parte ai combattimenti di Derna e all'occupazione di Misurata. Dopo l'entrata in guerra del Regno d'Italia, avvenuta il 24 maggio 1915, combatté sul fronte italiano. Ardito comandante di battaglione di fanteria e dei reparti d'assalto della 3ª Armata, divenne maggiore nel 1916, tenente colonnello nell'agosto 1917 e colonnello per merito di guerra nel novembre dello stesso anno.
Ferito sul Podgora, al termine del conflitto risultava decorato con due Medaglie d'argento e tre di bronzo al valor militare. Nel primo dopoguerra fu commissario civile di Volosca, comandando successivamente il 18º Reggimento fanteria "Acqui" (maggio 1924-febbraio 1926), il 64º Reggimento fanteria "Cagliari" (febbraio-1 novembre 1926), e il 30º Reggimento fanteria "Pisa" (novembre 1926-16 gennaio 1930). Promosso al grado di generale di brigata il 16 gennaio 1930, divenne Ispettore di mobilitazione della divisione di Livorno e comandò poi la 3ª Brigata fanteria ad Alessandria.
Promosso generale di divisione il 22 luglio 1933, fu destinato al comando della Divisione militare territoriale del "Piave" a Padova. Nel febbraio 1935 assunse il comando della 29ª Divisione fanteria "Peloritana" alla cui testa partì per la guerra d'Etiopia. La Grande Unità fu schierata sul fronte somalo, il cui comandante era il generale Rodolfo Graziani, distinguendosi nella battaglia del Ganale Doria. Nel febbraio 1936 rientrò in Patria, venendo posto per breve tempo in congedo. Nel 1938 fu assegnato in servizio presso il Corpo d'armata di Napoli con incarichi speciali.
Dopo l'armistizio dell'8 settembre 1943 aderì alla resistenza entrando nel Partito d'Azione, e fu uno dei fautori, insieme a Benedetto Croce, della costituzione dei Gruppi Combattenti Italia, che nell'intenzione dovevano affiancarsi alle truppe Alleate nella liberazione della penisola italiana. Insieme a Pasquale Schiano, Raimondo Craveri e Alberto Tarchiani, il 24 settembre ebbe un incontro con il generale William Donovan dell'Office of Strategic Services presso il Quartier generale della 5ª Armata statunitense a Paestum, che si concluse con il rilascio dell'autorizzazione. Sorsero quindi, ufficialmente, i Gruppi Combattenti Italia, i cui volontari iniziarono ad affluire a partire dal 10 ottobre e ad addestrarsi nelle campagne.
La notizia arrivò al governo del sud, a Bari, e sia Pietro Badoglio che Vittorio Emanuele III non tollerarono la cosa, facendo pressione sugli inglesi affinché il "Gruppo Pavone" venisse sciolto. Quando alla testa della Commissione di controllo degli Alleati a Napoli giunse il generale inglese Brian Robertson, quest'ultimo nominò suoi portavoce due generali italiani, tra cui Antonio Basso. Il Gruppo Pavone fu così sciolto il 1º novembre, e lui ritornò a vivere nella sua casa a Torchiara. Si spense nel corso del 1944.

### Fonti
1. 1 2 3  Generals.
2. 1 2 3  Alosco 2002, p. 55.
3. ↑  Tompkins 2009, p. 33.
4. ↑  Alosco 2002, p. 62.
5. ↑  Tompkins 2009, p. 42.
6. ↑  Tompkins 2009, p. 43.
7. ↑  Sull'ultima riunione sul tema v. Fondazione Croce, VERBALE 31 Fronte Nazionale della Liberazione. Comando Gruppi combattenti in Italia, Riunione del Comitato di collegamento A. A. I. del 30 ottobre 1943, ospitato in ASSR, BENEDETTO CROCE, 2.66.31.
8. ↑  Gazzetta Ufficiale del Regno d'Italia n. 306 del 30 dicembre 1941, pag. 23.